# Lisa Swahn
Inger Elisabeth (Lisa) Swahn, född 27 oktober 1969, är en svensk sångerska och musiker. Har bytt efternamn och heter numera Berglund.
Lisa Swahn har tillsammans med Fredrik Swahn sjungit in sånger till bröllop i egna arrangemang. Lisa Swahn skivdebuterade som soloartist 2007 med Lisa goes love, med egna texter, och med gitarristen Peter Almqvist.

## Diskografi
- 2008 - Höga Visan/Song of Songs (med Fredrik Swahn)
- 2007 - Lisa Goes Love - Satellite Records